# Stolpen

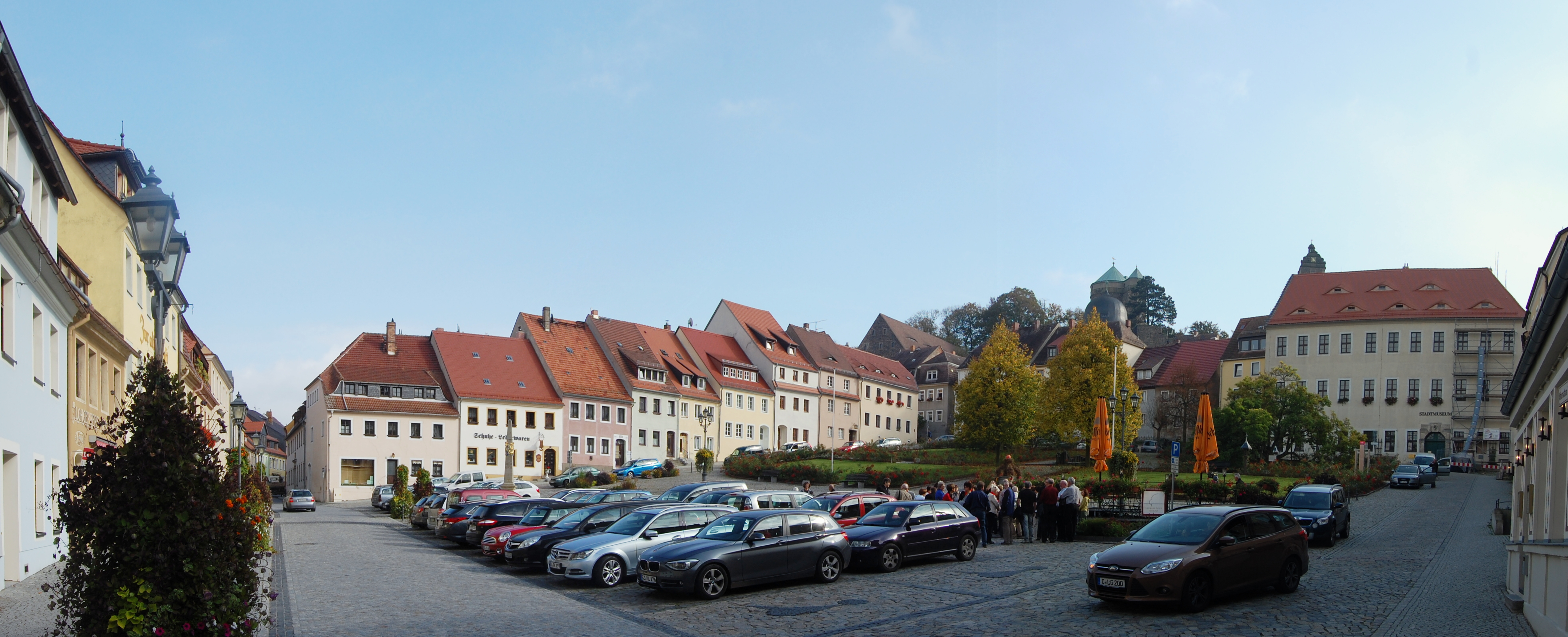
Panorama do centro de Stolpen.

Stolpen é uma cidade no distrito de Sächsische Schweiz-Osterzgebirge, na Saxônia, na Alemanha. É uma cidade histórica, que cresceu ao pé do monte Schloßberg, com o castelo Burg Stolpen.

## Burg Stolpen
Burg Stolpen é um castelo construído em cima do Schloßberg. As primeiras obras defensivas foram construídas cerca de 1100 e foram documentadas pela primeira vez em 1222. Propriedade do bispo de Meißen por quase 350 anos, passou para o Eleitor da Saxônia e foi expandido em estilo renascentista. Em 1675, foi ampliado como uma fortaleza. Anna Constantia von Brockdorff, Condessa de Cosel, foi presa no castelo de 1716 até sua morte, em 1765. O castelo caiu em decadência no final do século XVIII. Transformou-se num museu em 1875 e foi parcialmente restaurado desde então.

## Schloßberg
Schloßberg é uma colina ao sul da cidade formada por colunas de basalto proeminentes. É a formação referida por Georgius Agricola quando cunhou o termo "basalto".